# George Owen Squier
George Owen Squier (21 mars 1865 - 24 mars 1934) est un lieutenant général américain. Conscient de l'importance de l'électronique naissante, il fit aménager le premier laboratoire de recherche en radioélectricité de l'armée américaine.

## Biographie
Il a écrit beaucoup de livres sur la radio et l'électricité. Il a notamment effectué des travaux sur la transmission par courant porteur qu'il nomme en anglais : wired wireless.
Le 12 septembre 1908, il est le premier passager militaire à embarquer dans un avion. Il vole avec les frères Orville et Wilbur Wright.
De mai 1916 à Février 1917, il fait partie de la section d'aviation U.S. Signal Corps.
Squier créée une société pour exploiter son invention de la diffusion de la musique sur lignes électriques domestiques, qui prend le nom de Muzak Inc. en 1934. Le terme muzak est forgé à partir des mots « musique » et « Kodak ».
Il meurt d'une pneumonie, le 24 mars 1934, à l'âge de 69 ans.

## Publications
- (en) Albert Cushing Crehore et George Owen Squier, The Polarizing Photo-Chronograph, Londres, John Wiley & Sons, 1897 (lire en ligne)
- George Owen Squier, « The Present Status of Military Aeronautics. », Annual Report of the Board of Regents of the Smithsonian Institution,‎ 1908, p. 117 (lire en ligne, consulté le 7 août 2009)
- (en) George Owen Squier, Multiplex Telephony And Telegraphy By Means Of Electric Waves Guided By Wires, Washington, Government Printing Office, 1919 (lire en ligne)